# Салищева, Надежда Георгиевна
Надежда Георгиевна Салищева (30 сентября 1924, Москва — 20 июня 2016) — советский и российский юрист, специалист по административному праву и процессу, а также — государственному управлению; выпускница юридического факультета МГУ имени Ломоносова (1948); кандидат юридических наук с диссертацией о нормативных актах советского государственного управления (1954); профессор, ведущий научный сотрудник сектора административного права Института государства и права АН СССР/РАН; автор статей в «Юридической энциклопедии» (2001); заслуженный юрист РФ.

## Биография
Родилась 30 сентября 1924 г. в Москве. 
В 1948 окончила юридический факультет МГУ имени М. В. Ломоносова. Окончила аспирантуру Всесоюзного института юридических наук (ВИЮН) при Министерстве юстиции СССР и в 1954 году защитила диссертацию на соискание учёной степени кандидата юридических наук по теме «Нормативные акты государственного управления».  
Работала младшим научным сотрудником сектора государственного и административного права ВИЮН. В 1954 году стала доцентом кафедры административного и финансового права Всесоюзного юридического заочного института. В 1961—1969 годах — старший научный сотрудник и в 1989—2016 годах — ведущий научный сотрудник сектора административного права Института государства и права АН СССР/РАН.
В 1963 году совместно Б. М. Лазаревым была включена в состав рабочей группы при Председателе Президиума Верховного Совета СССР для разработки раздела конституционного акта связанного с государственным строительством. В декабре 1969 году переведена на работу в аппарат Президиума Верховного Совета СССР в качестве старшего референта, а затем заведующего сектором по вопросам исполнения законодательства юридического отдела. Почти 20 лет принимала участие в обеспечении законотворческой и контрольной деятельности комиссий законодательных предположений Совета Союза и Совета Национальностей Верховного Совета СССР, а также принимала непосредственное участие в процессе системного нормативного регулирования административно-деликтных отношений, в разработке проектов указов Президиума Верховного Совета СССР по вопросам административной ответственности. Кроме того, участвовала в принятии в ноябре 1989 года Закона СССР «О порядке обжалования в суд неправомерных действий органов государственного управления и должностных лиц, ущемляющих права граждан».

## Научная деятельность
Являлась автором и соавтором нескольких десятков научных публикаций, включая несколько монографий; она специализировалась, в основном, на проблемах советского и российского уголовного права, административного права, защите прав и свобод человека и гражданина в области государственного управления, а также — на юридических вопросах государственного управления в СССР и РФ: развитие системы федеральных органов исполнительной власти, работа исполнительной власти, административная юстиция и административная юрисдикция.

## Научные труды
- Правовое положение машинно-тракторной станции и характер ее договорных отношений с колхозами / А. А. Рускол, Н. Г. Салищева ; Всесоюз. ин-т юрид. наук М-ва юстиции СССР. — Москва : Госюриздат, 1956. — 152 с.
- Сборник задач по советскому административному праву / М-во высш. и сред. спец. образования РСФСР. Всесоюз. юрид. заоч. ин-т. — Москва : [б. и.], 1959. — 12 с.
- Советское административное право : (часть общая) : учебное пособие для слушателей Высшей школы МВД РСФСР / ред.: доц. Н. Г. Салищева ; Высшая школа МВД РСФСР. Кафедра административного права. — Москва : [б. и.], 1961. — 218 с.
- «Административный процесс в СССР» (М., 1964);
- «Гражданин и административная юрисдикция» (М., 1970),
- О народном образовании / Н. Г. Салищева, Е. М. Ковешников, Л. А. Стешенко. — Москва : Юрид. лит., 1974. — 125 с.; 20 см. — (Новое в советском законодательстве).
- Депутату местного Совета : (Пособие для слушателей) / Н. Г. Салищева, Ю. В. Евдокимов. — Москва : Знание, 1977. — 160 с.; 20 см. — (Нар. ун-т. Фак. правовых знаний)
- Перестройка политической системы СССР и ее законодательное закрепление : (Стеногр. лекции) / Н. Г. Салищева; Правл. всесоюз. о-ва «Знание», Консультац. центр. — М. : Правл. всесоюз. о-ва «Знание», 1989. — 36 с.
- «Теория прав человека и гражданина» (М., 1996);
- Комментарий к Конституции РФ — глава 6 «Правительство РФ».
- Административная юстиция и административное судопроизводство в Российской Федерации / Н. Г. Салищева, Н. Ю. Хаманева; Ин-т государства и права Рос. акад. наук, Акад. правовой ун-т при Ин-те государства и права Рос. акад. наук. — М. : Акад. правовой ун-т при Ин-те государства и права РАН, 2001. — 66 с.; 20 см; ISBN 5-8339-0031-X
- Комментарий к кодексу Российской Федерации об административных правонарушениях : (Вводный) / Н. Г. Салищева ; Ин-т государства и права Рос. акад.наук. — М. : Проспект : Проф. юрид. системы «КОДЕКС», 2002. — 318 с.; 20 см; ISBN 5-94653-051-8.
  - Комментарий к кодексу Российской Федерации об административных правонарушениях / Авдейко А. Г. и др. ; под общ. ред. Н. Г. Салищевой ; М-во внутренних дел Российской Федерации, Ин-т государства и права Российской акад. наук. — Изд. 6-е, перераб. и доп. — Москва : Проспект, 2009. — 1125 с.; 22 см; ISBN 978-5-392-00617-5.
- Избранное  = The best works / Н. Г. Салищева. — Москва : Российская акад. правосудия, cop. 2011. — 1 CD-ROM : цв.; 12 см; ISBN 978-5-93916-283-8
- Административный процесс : учебник для бакалавриата и магистратуры, для студентов высших учебных заведений, обучающихся по юридическим направлениям и специальностям / Салищева Надежда Георгиевна и др.; под ред. М. А. Штатиной ; Российская акад. правосудия. — Москва : Юрайт, 2015. — 363 с. : ил.; 21 см. — (Бакалавр. Магистр).; ISBN 978-5-9916-4782-3.

## Память
Имя присвоено кафедре административного права и процесса в Российском государственном университете правосудия имени В. М. Лебедева.